# Ibn Hazm

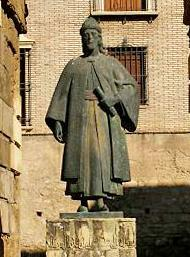
Ibn Hazm

Abu Muhammad 'Ali ibn Ahmad ibn Sa`id ibn Hazm (أبو محمد علي بن احمد بن سعيد بن حزم) (ur. 7 listopada, 994 w Kordowie, zm. 15 sierpnia 1069) – andaluzyjski filozof i teolog muzułmański.
Urodził się w zachodniej dzielnicy Kordowy, zwanej Pałac Mughis. Jego ojciec, Ahmad, był wówczas wezyrem Hiszama II. Młody Ali wychowywał się w pałacowym haremie. W 1009 roku odsunięto od władzy Hiszama II i Amirydów, w związku z czym pozycja rodziny Ibn Hazma znacznie osłabła, w 1011 roku zmarł jego brat Abu Bakr, a w 1012 ojciec.
Był później ministrem i wezyrem na dworach kilku kalifów Kordoby z rodu Umajjadów, m.in.: Al-Mansura Ibn Abi Aamira i Hiszama III. Był autorem przeszło 400 utworów z wielu dziedzin, takich jak poezja, czy teologia.
Był zwolennikiem gramatycznej i syntaktycznej
interpretacji Koranu, odrzucając alegoryczne metody jego egzegezy. Krytykował szyizm, filozofię, mistycyzm i wszystkie szkoły islamu inne niż zahirystyczne. Owe racjonalistyczne poglądy doprowadziły do jego konfliktu z malikitami, którzy zyskali wówczas polityczne poparcie na dworze Almorawidów.

## Dzieła
- Kitab aswak al-'Arab (Księga jarmarków Arabów)
- Risala fi fadl ahl al-Andalus (Traktat o wspaniałości mieszkańców Andaluzji)
- Dżamharat ansab al-'Arab (Zbiór genealogii arabskich)
- Kitab al-fisal fi'l-milal wa'l-achwa wa'n-nihal (Księga o doktrynach religijnych, szkołach i sektach)
- Kitab at-takrib li-hadd al-mantik wa'l-madchal 'aleihi (Próba definicji logiki i wprowadzenie do niej)
- Al-Akhlâq wa’l-Siyar (Księga moralności i sposobów życia)
- Al-fasl fil al-Milal wal-Nihal (o sektach)
- Al Kitab al-Muhallā bi'l Athār (Księga tradycji i zwyczajów)
- Ihkam Al Ahkam fi Usul al Ahkam (o prawie)
- Tawq al-hamamah(inne języki) (Naszyjnik gołębicy, czyli o miłości i kochankach)